# 造律台遗址
古城酂城造律台遗址在河南省商丘市永城市酂(拼音：cuo)城镇(是一座古城，现在还有城墙遗址，永城市城西25公里处）是一椭圆形高台，形状好像龟背，它高约7米，它底部南北长54米，东西宽34米。酂城是西汉丞相萧何的故乡，因当年萧何再此高台为西汉王朝精心创造法律，故称为“造律台”。在古代称为“都台”。2013年3月5日公布为第七批全国重点文物保护单位。
唐代大诗人李白曾携友到此游览，大发诗性，他在《忆旧游寄谯郡元参军》一诗中写道：“渭桥南头一遇君，酂台之北又离群。”描写的就是酂城造律台。